# Ludovico Avio
Ludovico Avio (6 de outubro de 1931) é um ex-futebolista argentino que competiu na Copa do Mundo FIFA de 1958.